# Different Drum
Different Drum ist ein 1965 von Mike Nesmith (später bekannt als Mitglied der Band The Monkees) geschriebener Song. Bekannt ist insbesondere die Interpretation von Linda Ronstadt, damals noch Sängerin der Folk-Band The Stone Poneys, die 1967 den 13. Platz der Billboard Hot 100 erreichte; seither ist das Stück in einer Vielzahl an Coverversionen erschienen.

## Zum Text
Der Titel des Songs bezieht sich auf ein bekanntes Zitat aus Henry David Thoreaus Buch Walden (1854):
| | |
| „If a man does not keep pace with his companions, perhaps it is because he hears a different drummer. Let him step to the music which he hears, however measured or far away.“ | „Wenn einer nicht Schritt hält mit den anderen, rührt es daher, dass er auf einen anderen Trommler hört. Jeder richte seine Schritte nach der Musik, die er vernimmt, mag sie noch so gemessen und leise klingen.“ |

Der selbstbewusste Nonkonformismus, der in Sätzen wie diesen deutlich wird, machte Walden insbesondere in den 1960er Jahren zu einem „Kultbuch“ der Jugend- und Gegenkultur. In Nesmiths Versen steht die Metapher vom „anderen Trommler“ indes weniger für die Behauptung seiner Individualität in der Gesellschaft als vielmehr in einer intimen Liebesbeziehung. Different Drum ist mithin das Gegenteil von einem Liebeslied – der Sänger erklärt darin seiner Verehrerin, dass er sehr an seiner Freiheit hängt und daher nicht willens ist, mit ihr eine feste Beziehung einzugehen; am Ende versichert er ihr, dass beiden sicher ein längeres Leben beschieden sein wird, wenn sie nun getrennte Wege gingen.

## Aufnahmen
Die erste Aufnahme des Stücks erschien 1966 auf dem Album Better Late Than Never der Bluegrass-Band The Greenbriar Boys, gesungen von John Herald, auf der Mandoline begleitet von Frank Wakefield. Herald wurde 1965 auf den Song aufmerksam, als der damals unbekannte Nesmith ihn im Folk-Club Ash Grove in Los Angeles darbot. Bald darauf wurde Nesmith für die Casting-Band The Monkees angeheuert, die in den nächsten Jahren mit ihrer gleichnamigen Comedy-Fernsehserie großen Erfolg hatte. In der Episode Too Many Girls, erstmals ausgestrahlt am 19. Dezember 1966, stimmte Nesmith das Lied auch selbst kurz an, allerdings in einer absichtlich veralberten und verhaspelten Version. Erst 1972 spielte Nesmith für sein Soloalbum And the Hits Just Keep on Comin’ eine eigene Aufnahme seiner Komposition ein.
Ebenfalls 1966 spielte die Folk-Band Stone Poneys das Lied für ihr zweites Album Evergreen, Volume 2 ein, das ebenso wie der Vorgänger kommerziell erfolglos blieb, so dass sich die Band im Jahr darauf auflöste. Different Drum, vom Produzenten Nick Venet zu einer Ballade mit Geigenarrangement umgestaltet, wurde aber als letzte Singleauskopplung wider Erwarten ein Hit, so dass sich die Band danach für kurze Zeit neu formierte. In den folgenden Jahren zählte das Lied zum Standardrepertoire der Sängerin Linda Ronstadt, die sich in den 1970er und 1980er Jahren zu einer der erfolgreichsten Folk- und Country-Sängerinnen entwickelte.
Seither ist der Song vielfach gecovert worden, so etwa von The Lemonheads (Favorite Spanish Dishes, 1990), The Pastels (1990), P. P. Arnold (1998), Susanna Hoffs und Matthew Sweet (Under the Covers, Vol. 1, 2006) und Me First and the Gimme Gimmes (Blow in the Wind, 2009).